# Coenagriocnemis
Genre
Coenagriocnemis est un genre d'insectes odonates du sous-ordre des demoiselles et de la famille des Coenagrionidae.

## Distribution
Les espèces de ce genre sont endémiques de l'archipel des Mascareignes, dans le sud-ouest de l'océan Indien.

## Liste des espèces
Selon World list of Odonata :
- Coenagriocnemis insulare (Selys, 1872)
- Coenagriocnemis ramburi Fraser, 1950
- Coenagriocnemis reuniensis (Fraser, 1957)
- Coenagriocnemis rufipes (Rambur, 1842)

## Publication originale
- (en) Fraser, 1949 : The Zygoptera of Mauritius (Order Odonata). Transactions of the Royal Entomological Society of London, vol. 100, p. 135-146.